# TV-2126
La TV-2126 és una carretera del Baix Penedès que discorre pels termes municipals de Bellvei i Calafell. La T correspon a la demarcació de Tarragona, tot i que actualment pertany a la Generalitat de Catalunya. La V indica que pertanyia a l'antiga xarxa de carreteres veïnals.
Té l'origen en el centre del poble de Bellvei, a la cruïlla dels carrers de Jaume Palau i de Joan Armajach amb l'Avinguda de la Mare de Déu de l'Assumpció i segueix cap al sud el carrer de Joan Armajach. Des d'aquell lloc s'adreça cap al sud-sud-est, travessa la carretera N-340, deixa a llevant el Club de Golf La Graiera - Calafell i a ponent la urbanització de Mas Canyís, i en quasi 4 quilòmetres arriba a l'extrem nord de Calafell, on enllaça amb la C-31 just després d'haver deixat enrere l'enllaç amb la C-32.